# کومله (شبکه تلویزیونی)
کومله تی‌وی یا تلویزیون کومله یک شبکۀ تلویزیونی است که توسط کومله سازمان کردستان حزب کمونیست ایران اداره می‌شود و برنامه‌های خود را از اردوگاه زرگویز در سلیمانیه و استودیوهای اروپاپخش می‌کند. این شبکه از روز ۱ فوریه ۲۰۰۶ (۱۲ بهمن ۱۳۸۴) پخش برنامه‌های خود را آغاز کرده‌. از تیرماه ۱۴۰۱ پخش HD و ۲۴ ساعته این تلویزیون با نام KOMALA TV در ماهواره یاهست و وبسایت این تلویزیون پخش می‌شود. 
همچنین پس از انشعاب درون حزبی حزب کمونیست ایران  و کومله سازمان کردستان حزب کمونیست ایران در دی‌ماه ١۴۰۱ یک تلویزیون چند ساعته با نام مشابه همراه با سه شبکۀ تلویزیونی دمکراسی شورائی، برابری و پرتو بر روی شبکه‌ای تلویزیونی با عنوان آلترناتیو شورایی پخش می‌شود.

## فرکانس
کومله تی‌وی در حال حاضر برنامه‌های خود را بر روی بر روی ماهوارهٔ یاه‌ست و فرکانس‌های زیر پخش می‌کند: 
- فرکانس 12149، سیمبل ریت 27500، پولاریزاسیون عمودی. [۷]

همچنین از طریق اینترنت و کانال این شبکۀ تلویزیونی بر روی یوتیوب نیز می‌توان آن را دریافت نمود.